# Iteron
Das Iteron bezeichnet eine DNA-Sequenz in manchen bakteriellen Plasmiden und einigen Viren, an die der Initiator der Replikation Rep bindet und die Replikation des Plasmids beeinflusst. Die Regulation der Replikation durch Iterons ist ein Mechanismus zur Begrenzung der Plasmidkopieanzahl, z. B. zur Vermeidung einer übermäßigen Genexpression der Gene auf dem Plasmid.

## Eigenschaften
Ein Iteron liegt innerhalb des Replikationsursprungs des Plasmids und besteht aus etwa fünf bis sieben Wiederholungen einer Sequenz von etwa 22 Basenpaaren. Durch die Bindung von Rep wird die Replikation des Plasmids eingeleitet. Weiterhin kontrollieren Iterons auch die Genexpression von Rep und regulieren die Häufigkeit der Einleitung einer Replikation.
Iterons, Antisense-RNA und ctRNA sind bakterielle Mechanismen zur Beschränkung der Plasmidkopieanzahl.